# From Yesterday
«From Yesterday» — третій сингл гурту 30 Seconds to Mars з альбому A Beautiful Lie.

## Список композицій
- Стандартна версия

1. From Yesterday (радіофонічна версія) — 3:52
2. The Story — 3:59 (Live @ AOL Sessions Undercover)

- Американський компакт-диск

1. From Yesterday — 4:07
2. The Story — 3:59 (Live @ AOL Sessions Undercover)

- Англійський компакт-диск

1. From Yesterday (радіофонічна версия) — 3:52
2. Stronger — 6:01 (Radio 1's Live Lounge 2)
3. From Yesterday — 13:40 повний монтаж режисера (Екстра компакт-диск)

- Англійський грамофон № 1

1. From Yesterday — 4:14 (Chris Lord-Alge Mix)
2. The Kill [Bury Me] — 3:47 (Radio 1 Live)

- Англійський грамофон № 2

1. From Yesterday — 4:07

- Американський грамофон

1. From Yesterday — 4:07
2. The Kill [Bury Me] — 3:51

## Відео
Відеокліп починається з бесіди Пу І, останнього китайського імператора зі своїми слугами. Слуги питають його, що він бажає отримати на свій день народження. Він відповідає: «Звук майбутнього». В цей самий час 30 Seconds to Mars перебуває в Північній Америці, в гримерній, вони одягнені у все біле, готуються до майбутнього концерту. Джаред шикає іншим, оскільки чує, що хтось їх кличе. Картина на стіні падає, рамка розбивається, а Джаред бере пергамент. Заходить дівчина і повідомляє їм, що настав час. Вони виходять і йдуть по коридору на сцену. Раптом лампи починають сильно мигати. Музиканти розгубилися і намагаються відчинити двері, які виявляються замкнутими, і тут вимикається світло. Джаред, зітхнувши, питає інших, що там таке, але йому не відповідають.
Вони опиняються в Китаї, в Забороненому місті, ідуть повз китайських солдат, кожен із яких тримає в руках прапор з символікою 30 Seconds to Mars. Солдати вишикувані в два ряди, які утворюють своєрідний коридор, який і проходять музиканти. Джаред, вокаліст групи, бачить жінку в білій масці, непомітну для інших. 30 Seconds to Mars ідуть туди, де сидить імператор, і їм роздають пергаменти. Тоді Джаред питає свого брата Шеннона: «Це подарунок?»
Перед тим, як битися на дуелі в китайських масках (китайський народний звичай) кожен член групи стає випадковим свідком різних подій: Джаред бачить трьох молодих дівчат, принесених в жертву, Шеннон — дорослого чоловіка, що п'є молоко із грудей своєї матері або дружини, Метт — дворецького, який займається самокатуванням, а Томо — померлу жінку, в рот якої кладуть маленьку чорну кульку з ртуттю (давній китайський звичай).
Під час дуелі, на якій музиканти б'ються один з одним та з чотирма іншими воїнами, їх обличчя захищені масками, тому вони не знають особистості своїх противників. Після двобою члени групи, які залишилися живі, знімають маски і посміхаються один одному, в той час, як звучать початкові акорди пісні «A Beautiful Lie», їх наступного сингла.

## Чарти
| Рік  | Чарти                                                     | #  |
| ---- | --------------------------------------------------------- | -- |
| 2007 | U.S. Billboard Hot 100                                    | 76 |
| 2007 | U.S. Billboard Modern Rock Tracks                         | 1  |
| 2007 | U.S. Billboard Mainstream Rock Tracks                     | 11 |
| 2007 | U.S. Billboard 2007 Year-End Chart: Hot Modern Rock Songs | 7  |
| 2007 | U.S. Billboard Hot Videoclip Tracks                       | 25 |
| 2007 | Australia Singles Chart                                   | 33 |
| 2007 | New Zealand Singles Chart                                 | 13 |
| 2007 | Germany Singles Chart                                     | 72 |
| 2007 | Austria Singles Chart                                     | 53 |
| 2007 | Virgin Charts                                             | 1  |
| 2007 | Brasil Hot 100                                            | 11 |
| 2007 | Italia Singles Chart                                      | 36 |
| 2007 | Portugal Singles Chart                                    | 17 |
| 2007 | Netherlands Singles Chart                                 | 8  |
| 2007 | Canadian Singles Chart                                    | 2  |
| 2007 | Bolivia Singles Chart                                     | 1  |
| 2007 | Europe Singles Chart                                      | 1  |
| 2008 | Mexican Singles Chart                                     | 31 |
| 2008 | UK Singles Chart (Re-release)                             | 37 |
| 2008 | Latvian Airplay Top 50                                    | 1  |